# Sten Månsson
Sten Bertil Gunnar Månsson, född 23 oktober 1935 i Backaryds församling i Blekinge län, är en svensk före detta friidrottare (längdhopp). Han vann SM-guld i längdhopp 1961. Han tävlade inom för IFK Lund.
Månsson är son till folkskolläraren Gunnar Mauriz Månsson och Berta Willy Månsson.